# Sérgio Conceição
Sérgio Paulo Marceneiro da Conceição (phát âm tiếng Bồ Đào Nha: [ˈsɛɾʒiu kõsɐjˈsɐ̃w], sinh ngày 15 tháng 11 năm 1974) là một huấn luyện viên bóng đá và cựu cầu thủ bóng đá chuyên nghiệp người Bồ Đào Nha đã từng chơi ở vị trí tiền vệ cánh. Ông hiện là huấn luyện viên cho câu lạc bộ AC Milan tại Serie A.
Trong suốt sự nghiệp cầu thủ của mình, ông đã chơi cho mười đội ở năm quốc gia. Sau khi được công nhận rộng rãi tại Porto, ông chuyển sang Ý, nơi ông chơi cho ba câu lạc bộ và giành được danh hiệu trong nước và châu lục với Lazio. Ông đã chơi tổng cộng 97 trận và ghi 13 bàn thắng tại Primeira Liga trong bốn mùa giải, 136 trận và 13 bàn thắng tại Serie A. Ông đã khoác áo Đội tuyển bóng đá quốc gia Bồ Đào Nha 56 lần, ghi 12 bàn thắng và đã đại diện cho quốc gia này tại Euro 2000 và World Cup 2002.
Năm 2012, Conceição khởi đầu sự nghiệp huấn luyện viên khi dẫn dắt năm đội ở giải đấu hàng đầu của quốc gia mình và Nantes ở Ligue 1. Ông đã lập kỷ lục về số trận đấu nhiều nhất với tư cách là huấn luyện viên của Porto, giành được 11 danh hiệu, bao gồm ba chức vô địch quốc gia và cú đúp vào các mùa giải 2019–20 và 2021–22. Sau khi rời đi vào tháng 6 năm 2024, ông gia nhập AC Milan vào ngày 30 tháng 12 năm 2024.

## Thiếu thời
Sinh ra tại Coimbra và lớn lên tại Ribeira de Frades, Conceição bắt đầu sự nghiệp của mình với các đội trẻ của câu lạc bộ quê nhà Académica. Ông là con trai của một người cha thợ hồ và một người mẹ nội trợ và có tám anh chị em. Khi còn nhỏ, ông là một người hâm mộ Sporting CP.
Cha của Conceição đã qua đời trong một vụ tai nạn xe máy một ngày sau khi ông gia nhập học viện của Porto ở tuổi 16. Mẹ ông đã qua đời hai năm vì vấn đề sức khỏe. Sau khi mẹ ông qua đời, em trai ông cũng qua đời khi ông vẫn còn là một thiếu niên.

## Sự nghiệp câu lạc bộ

### Porto
Conceição bắt đầu chơi chuyên nghiệp tại Liga de Honra theo dạng cho mượn tại các câu lạc bộ Penafiel và Leça. Ông chơi những trận đấu Primeira Liga đầu tiên với Felgueiras và ghi bốn bàn thắng khi đội xuống hạng vào mùa giải 1995–96.
Trở lại Porto, Conceição gây ấn tượng với pha rướt chạy từ bên phải kết hợp với thành tích ghi bàn tốt và đã giành chức vô địch quốc gia liên tiếp và cúp bóng đá quốc gia.

### Những năm ở Ý
Conceição gia nhập Lazio năm 1998. Ông ghi bàn thắng quyết định ngay trong trận ra mắt câu lạc bộ, trong chiến thắng 2–1 trên sân khách trước Juventus vào ngày 28 tháng 8 để giúp Lazio giành Siêu cúp Ý. Ông nói rằng ông quá vô danh ở Ý vào thời điểm đó đến nỗi ông bị nhầm là Flávio Conceição đến từ Brasil. Sau đó, ông đã đóng vai trò quan trọng trong thành công của họ tại UEFA Cup Winners' Cup 1998–99. Đồng thời, ông ghi năm bàn trong 33 trận trong mùa giải đầu tiên của mình tại Serie A, trong đó ông ghi những bàn thắng đầu tiên của ông tại giải quốc nội với cú đúp trong chiến thắng 5–3 trước Inter Milan vào ngày 18 tháng 10. Ông cũng đã giúp đội giành được Scudetto, Coppa Italia và Siêu cúp châu Âu 1999.

## Sự nghiệp quốc tế
Conceição đã chơi 56 lần và ghi 12 bàn thắng cho đội tuyển quốc gia Bồ Đào Nha. Ông khoác áo lần đầu tiên cho đội tuyển quốc gia vào ngày 9 tháng 11 năm 1996 trong chiến thắng 1–0 trên sân nhà trước Ukraina tại vòng loại World Cup 1998.
Trong những năm tháng đầu tiên sự nghiệp quốc tế của mình, Conceição không được biết đến với khả năng ghi bàn của mình. Thế nhưng, điều đó đã thay đổi tại UEFA Euro 2000 khi ông đã đóng góp lớn khi ông đã lập một hat-trick để giúp Bồ Đào Nha giành chiến thắng trong trận đấu thứ ba và cũng là trận đấu cuối cùng của vòng bảng trước đương kim vô địch Đức tại Rotterdam. Thông qua kết quả đó, đội tuyển quốc gia Bồ Đào Nha đã đảm bảo vị trí đầu tiên trong hai vòng đầu tiên. Cũng trong trận đấu đó, họ chủ yếu chơi với những cầu thủ dự bị, nhưng Conceição đã củng cố vị trí của mình trong đội hình xuất phát trong phần còn lại của giải đấu và các lần triệu tập sau đó.
Trong vòng loại World Cup 2002, Conceição đã ghi bốn bàn thắng tổng cộng để giúp Bồ Đào Nha đứng đầu trong một bảng đấu có sự góp mặt của Cộng hòa Ireland và Hà Lan, cả hai đội mà ông đã ghi bàn cho Bồ Đào Nha.

## Sự nghiệp huấn luyện viên

### AC Milan
Vào ngày 30 tháng 12 năm 2024, Conceição trở lại giải đấu hàng đầu của Ý với AC Milan khi được bổ nhiệm làm huấn luyện viên câu lạc bộ. Ông thay thế người đồng hương Paulo Fonseca, người đã bị sa thải vào ngày hôm trước. Trong trận ra mắt bốn ngày sau đó, ông đã giúp đội bóng giành quyền vào vòng chung kết Siêu cúp Ý sau khi giành chiến thắng 2–1 trước Juventus ở vòng bán kết. Trong trận chung kết vào ngày 6 tháng 1, trận đấu mà Rossoneri không có cầu thủ người Ý nào ra sân lần đầu tiên trong lịch sử Derby della Madonnina, đội của ông đã lội ngược dòng từ lúc bị dẫn trước 2–0 để lội ngược dòng đánh bại Inter Milan 3–2 và giành chức vô địch Siêu cúp Ý. Ông trở thành huấn luyện viên cần ít trận nhất để đoạt danh hiệu trên mọi đấu trường cho AC Milan kể từ mùa giải 1929–30. Kỷ lục trước đó thuộc về Vincenzo Montella, khi vô địch Siêu cúp Ý ở trận thứ 18 vào tháng 12 năm 2016.

## Phong cách chơi
Conceição chủ yếu được biết đến là một cầu thủ tài năng vì tốc độ, sức mạnh, khả năng bao quát cánh và tiến lên phía trước cũng như sở hữu kỹ năng rê bóng tốt, khả năng tạt bóng và cú sút khá chính xác. Là một tiền vệ đa năng và chăm chỉ, mặc dù thường được triển khai ở vị trí tiền vệ cánh phải, ông cũng có khả năng chơi ở vị trí tiền vệ con thoi.

## Phong cách huấn luyện
Trong nhiệm kỳ của mình tại Porto, Conceição đã gây danh tiếng với một phong cách chơi hấp dẫn dựa trên tỷ lệ kiểm soát bóng. Ông cũng không ngại đưa ra những quyết định chiến thuật táo bạo, bao gồm cả việc bắt đầu những cầu thủ phù hợp hơn với hệ thống của ông thay vì có năng khiếu về mặt kỹ thuật. Conceição thường sử dụng đội hình 4–3–2–1 và các cầu thủ của ông thường thể hiện một tinh thần nhanh nhẹn và hung hăng. Thỉnh thoảng ông triển khai đội hình 4–4–2.

## Cuộc sống cá nhân
Chính quyền thành phố Coimbra đã đặt tên một sân vận động 2.500 chỗ ngồi theo tên ông với tên gọi Sân vận động Thành phố Sérgio Conceição (tiếng Bồ Đào Nha: Estádio Municipal Sérgio Conceição). Ông có năm người con trai: Sérgio, Rodrigo, Moisés, Francisco và José, trong đó những người con thứ hai và thứ tư của ông chơi dưới quyền ông tại Porto.
Trong cuộc phỏng vấn với RTP1 vào tháng 12 năm 2020, ông nói rằng anh hùng của anh ấy là Chúa Giê-su và ông là một tín hữu Công giáo sùng đạo.

## Thống kê sự nghiệp

### Câu lạc bộ
| Câu lạc bộ          | Mùa giải            | Giải vô địch           | Giải vô địch | Giải vô địch | Cúp quốc gia | Cúp quốc gia | Châu lục | Châu lục | Khác | Khác | Tổng cộng | Tổng cộng |
| Câu lạc bộ          | Mùa giải            | Hạng đấu               | Trận         | Bàn          | Trận         | Bàn          | Trận     | Bàn      | Trận | Bàn  | Trận      | Bàn       |
| ------------------- | ------------------- | ---------------------- | ------------ | ------------ | ------------ | ------------ | -------- | -------- | ---- | ---- | --------- | --------- |
| Penafiel            | 1993–94             | Segunda Divisão        | 30           | 1            | 1            | 0            | —        | —        | —    | —    | 31        | 1         |
| Leça                | 1994–95             | Segunda Divisão        | 24           | 3            | 2            | 1            | —        | —        | —    | —    | 26        | 4         |
| Felgueiras          | 1995–96             | Primeira Divisão       | 30           | 4            | 2            | 0            | —        | —        | —    | —    | 32        | 4         |
| Porto               | 1996–97             | Primeira Divisão       | 26           | 1            | 3            | 1            | 7        | 0        | 2    | 0    | 38        | 2         |
| Porto               | 1997–98             | Primeira Divisão       | 30           | 8            | 3            | 0            | 4        | 0        | 2    | 0    | 39        | 8         |
| Porto               | Tổng cộng           | Tổng cộng              | 56           | 9            | 6            | 1            | 11       | 0        | 4    | 0    | 77        | 10        |
| Lazio               | 1998–99             | Serie A                | 33           | 5            | 5            | 0            | 5        | 1        | 1    | 1    | 44        | 7         |
| Lazio               | 1999–2000           | Serie A                | 30           | 2            | 4            | 0            | 9        | 2        | 0    | 0    | 43        | 4         |
| Lazio               | Tổng cộng           | Tổng cộng              | 63           | 7            | 9            | 0            | 14       | 3        | 1    | 1    | 87        | 11        |
| Parma               | 2000–01             | Serie A                | 25           | 5            | 5            | 0            | 6        | 2        | —    | —    | 36        | 7         |
| Inter Milan         | 2001–02             | Serie A                | 23           | 1            | 1            | 0            | 8        | 0        | —    | —    | 32        | 1         |
| Inter Milan         | 2002–03             | Serie A                | 19           | 0            | 1            | 1            | 13       | 0        | —    | —    | 33        | 1         |
| Inter Milan         | Tổng cộng           | Tổng cộng              | 42           | 1            | 2            | 1            | 21       | 0        | —    | —    | 65        | 2         |
| Lazio               | 2003–04             | Serie A                | 7            | 0            | 2            | 0            | 7        | 0        | —    | —    | 16        | 0         |
| Porto               | 2003–04             | Primeira Liga          | 11           | 0            | 1            | 1            | —        | —        | —    | —    | 12        | 1         |
| Standard Liège      | 2004–05             | Belgian First Division | 27           | 10           | 2            | 1            | 5        | 0        | —    | —    | 34        | 11        |
| Standard Liège      | 2005–06             | Belgian First Division | 25           | 7            | 4            | 0            | —        | —        | —    | —    | 29        | 7         |
| Standard Liège      | 2006–07             | Belgian First Division | 22           | 4            | 3            | 0            | 2        | 0        | —    | —    | 27        | 4         |
| Standard Liège      | Tổng cộng           | Tổng cộng              | 74           | 21           | 9            | 1            | 7        | 0        | —    | —    | 90        | 22        |
| Qadsia              | 2007–08             | Kuwait Premier League  | 7            | 0            | —            | —            | —        | —        | —    | —    | 7         | 0         |
| PAOK                | 2007–08             | Super League Greece    | 7            | 0            | —            | —            | —        | —        | —    | —    | 7         | 0         |
| PAOK                | 2008–09             | Super League Greece    | 28           | 5            | 3            | 1            | —        | —        | —    | —    | 31        | 6         |
| PAOK                | 2009–10             | Super League Greece    | 6            | 0            | 0            | 0            | 3        | 0        | —    | —    | 9         | 0         |
| PAOK                | Tổng cộng           | Tổng cộng              | 41           | 5            | 3            | 1            | 3        | 0        | —    | —    | 47        | 6         |
| Tổng cộng sự nghiệp | Tổng cộng sự nghiệp | Tổng cộng sự nghiệp    | 410          | 56           | 42           | 6            | 69       | 5        | 5    | 1    | 526       | 68        |

1. ↑  Bao gồm Taça de Portugal, Coppa Italia, Cúp bóng đá Bỉ, Cúp bóng đá Kuwait và Cúp bóng đá Hy Lạp
2. ↑  Bao gồm Supercoppa Italiana, Supertaça Cândido de Oliveira và UEFA Super Cup

### Quốc tế
| Đội tuyển quốc gia | Năm       | Trận | Bàn |
| ------------------ | --------- | ---- | --- |
| Bồ Đào Nha         | 1996      | 1    | 0   |
| Bồ Đào Nha         | 1997      | 7    | 1   |
| Bồ Đào Nha         | 1998      | 3    | 0   |
| Bồ Đào Nha         | 1999      | 9    | 1   |
| Bồ Đào Nha         | 2000      | 12   | 5   |
| Bồ Đào Nha         | 2001      | 6    | 2   |
| Bồ Đào Nha         | 2002      | 11   | 3   |
| Bồ Đào Nha         | 2003      | 7    | 0   |
| Tổng cộng          | Tổng cộng | 56   | 12  |

#### Danh sách bàn thắng quốc tế
Tỷ số và kết quả liệt kê bàn thắng của Bồ Đào Nha được để trước, cột tỷ số cho biết tỷ số sau mỗi bàn thắng của Conceição.
| #  | Ngày                 | Địa điểm                                                | Đối thủ          | Bàn thắng | Kết quả | Giải đấu                      |
| -- | -------------------- | ------------------------------------------------------- | ---------------- | --------- | ------- | ----------------------------- |
| 1  | 11 tháng 10 năm 1997 | Sân vận động Ánh sáng (1954), Lisboa, Bồ Đào Nha        | Bắc Ireland      | 1–0       | 1–0     | Vòng loại FIFA World Cup 1998 |
| 2  | 26 tháng 3 năm 1999  | Sân vận động D. Afonso Henriques, Guimarães, Bồ Đào Nha | Azerbaijan       | 4–0       | 7–0     | Vòng loại UEFA Euro 2000      |
| 3  | 20 tháng 6 năm 2000  | Feijenoord Stadion, Rotterdam, Hà Lan                   | Đức              | 1–0       | 3–0     | UEFA Euro 2000                |
| 4  | 20 tháng 6 năm 2000  | Feijenoord Stadion, Rotterdam, Hà Lan                   | Đức              | 2–0       | 3–0     | UEFA Euro 2000                |
| 5  | 20 tháng 6 năm 2000  | Feijenoord Stadion, Rotterdam, Hà Lan                   | Đức              | 3–0       | 3–0     | UEFA Euro 2000                |
| 6  | 7 tháng 10 năm 2000  | Sân vận động Ánh sáng (1954), Lisboa, Bồ Đào Nha        | Cộng hòa Ireland | 1–0       | 1–1     | Vòng loại FIFA World Cup 2002 |
| 7  | 11 tháng 10 năm 2000 | De Kuip, Rotterdam, Hà Lan                              | Hà Lan           | 1–0       | 2–0     | Vòng loại FIFA World Cup 2002 |
| 8  | 1 tháng 9 năm 2001   | Camp d'Esports, Lleida, Tây Ban Nha                     | Andorra          | 6–1       | 7–1     | Vòng loại FIFA World Cup 2002 |
| 9  | 5 tháng 9 năm 2001   | Sân vận động Antonis Papadopoulos, Larnaca, Síp         | Síp              | 3–1       | 3–1     | Vòng loại FIFA World Cup 2002 |
| 10 | 27 tháng 3 năm 2002  | Sân vận động Bessa, Porto, Bồ Đào Nha                   | Phần Lan         | 1–2       | 1–4     | Giao hữu                      |
| 11 | 17 tháng 4 năm 2002  | Sân vận động José Alvalade (1956), Lisboa, Bồ Đào Nha   | Brasil           | 1–0       | 1–1     | Giao hữu                      |
| 12 | 16 tháng 10 năm 2002 | Ullevi, Göteborg, Thụy Điển                             | Thụy Điển        | 1–2       | 3–2     | Giao hữu                      |

## Thống kê sự nghiệp huấn luyện viên
Tính đến 29 tháng 1 năm 2025
| Đội                 | Từ                   | Đến                 | Thống kê | Thống kê | Thống kê | Thống kê | Thống kê | Thống kê | Thống kê | Thống kê |
| Đội                 | Từ                   | Đến                 | Trận     | T        | H        | B        | BT       | BB       | HSBT     | % thắng  |
| ------------------- | -------------------- | ------------------- | -------- | -------- | -------- | -------- | -------- | -------- | -------- | -------- |
| Olhanense           | 2 tháng 1 năm 2012   | 7 tháng 1 năm 2013  | 34       | 10       | 13       | 11       | 43       | 45       | −2       | 029,41   |
| Académica           | 8 tháng 4 năm 2013   | 26 tháng 5 năm 2014 | 41       | 12       | 14       | 15       | 34       | 45       | −11      | 029,27   |
| Braga               | 26 tháng 5 năm 2014  | 30 tháng 6 năm 2015 | 45       | 24       | 10       | 11       | 81       | 38       | +43      | 053,33   |
| Vitória Guimarães   | 23 tháng 9 năm 2015  | 18 tháng 5 năm 2016 | 31       | 8        | 10       | 13       | 43       | 52       | −9       | 025,81   |
| Nantes              | 8 tháng 12 năm 2016  | 6 tháng 6 năm 2017  | 26       | 13       | 5        | 8        | 36       | 33       | +3       | 050,00   |
| Porto               | 8 tháng 6 năm 2017   | 30 tháng 6 năm 2024 | 379      | 274      | 53       | 52       | 812      | 314      | +498     | 072,30   |
| Milan               | 30 tháng 12 năm 2024 | nay                 | 8        | 5        | 1        | 2        | 13       | 11       | +2       | 062,50   |
| Tổng cộng sự nghiệp | Tổng cộng sự nghiệp  | Tổng cộng sự nghiệp | 564      | 346      | 106      | 112      | 1.062    | 538      | +524     | 061,35   |

## Danh hiệu

### Cầu thủ

#### Câu lạc bộ
Leça
- Segunda Liga: 1994–95

Porto
- Primeira Liga: 1996–97, 1997–98, 2003–04
- Taça de Portugal: 1997–98
- Supertaça Cândido de Oliveira: 1996

Lazio
- Serie A: 1999–2000
- Coppa Italia: 1999–2000, 2003–04
- Supercoppa Italiana: 1998
- UEFA Cup Winners' Cup: 1998–99
- UEFA Super Cup: 1999

#### Đội tuyển quốc gia
- Thứ 3 UEFA Euro: 2000
- Á quân UEFA U-18 Euro: 1992

#### Cá nhân
- Giày vàng Bỉ: 2005

### Huấn luyện viên
Porto
- Primeira Liga: 2017–18, 2019–20, 2021–22
- Taça de Portugal: 2019–20, 2021–22, 2022–23, 2023–24
- Taça da Liga: 2022–23
- Supertaça Cândido de Oliveira: 2018, 2020, 2022

AC Milan
- Supercoppa Italiana: 2024

Cá nhân
- Huấn luyện viên Primeira Liga xuất sắc nhất: 2017–18, 2019–20, 2021–22
- Huấn luyện viên Primeira Liga xuất sắc nhất tháng: Tháng 10/tháng 11 năm 2018, tháng 12 năm 2018, tháng 2 năm 2020, tháng 12 năm 2020, tháng 12 năm 2021, tháng 3 năm 2022